# Mazurka's, opus 17 (Chopin)
De Mazurka's, opus 17 zijn vier mazurka's die door de Poolse componist Frédéric Chopin werden gecomponeerd. Hoewel de individuele nummering van 10 tot 13 loopt, worden ze binnen het opusnummer doorgaans genummerd van 1 tot 4. Ze werden geschreven in 1832-1833, ten tijde van Chopins verhuizing naar Frankrijk, en gepubliceerd in Leipzig in 1834.

## Mazurka nr. 1 in Bes majeur
De eerste mazurka, in Bes majeur, start met een kort, levendig thema (Vivo e risoluto) met een antimetrisch ritme en consonante akkoorden in de baspartij, gevolgd door vraag-antwoord-passage, die wordt besloten door een melodie in dalende lijn. Het hoofdthema wordt tweemaal herhaald in gemoduleerde vorm. De mazurka eindigt met een trager gedeelte en het hoofdthema wordt opnieuw herhaald.

## Mazurka nr. 2 in e mineur
De tweede mazurka is geschreven in e mineur en heeft het karakter van een wals. Het stuk is melodisch gezien vrij homogeen, zonder al te veel versieringen en accenten. De mazurka eindigt met een reeks dalende melodiepassages die als het ware uitdoven.

## Mazurka nr. 3 in As majeur
De derde mazurka, gecomponeerd in As majeur, is qua melodie vergelijkbaar met het vorige werk: zeer homofoon van aard. Tegen het midden ontwikkelt het werk zich met krachtiger dynamiek, snelle toonladders en een iets onstuimiger ritme, aangevuld met een modulatie naar E majeur.
Aangezien het stuk niet de traditionele harmonische ontwikkeling vertoont, doet het bij wijlen vreemd aan. In het hele werk zijn geen subdominant- of submediantakkoorden te horen; het grootste gedeelte is gebaseerd op dominant- en tonica-akkoorden.

## Mazurka nr. 4 in a mineur
De vierde mazurka, geschreven in a mineur, is traag (Lento, ma non troppo) en duurt relatief lang. Hoewel de melodie opnieuw relatief homofoon is, is de dynamiek gevarieerder. Het kenmerkt zich door een continue begeleiding van portato-akkoorden in de baspartij. Het thema van deze mazurka werd later door de Poolse componist Henryk Górecki overgenomen als openingsmotief voor zijn derde symfonie (1976).